# 银州柴胡
银州柴胡（学名：Bupleurum yinchowense）为伞形科柴胡属下的一个种。

## 扩展阅读
- 維基物種上的相關：银州柴胡